# Kazachstan op het Junior Eurovisiesongfestival
Kazachstan debuteerde in 2018 op het Junior Eurovisiesongfestival.

## Geschiedenis
Op 25 juli 2018 maakte de EBU de deelnemerslijst voor het Junior Eurovisiesongfestival 2018 bekend. Opvallend genoeg prijkte ook de naam van Kazachstan op deze lijst. De Kazachse omroep Khabar Agency, verantwoordelijk voor de inzending in 2018, is geassocieerd lid van de EBU. Deelname aan festivals georganiseerd door de EBU is alleen open voor actieve leden. Echter mocht Kazachstan in 2018 voor het eerst zijn opwachting maken op het Junior Eurovisiesongfestival, op uitnodiging van de EBU. Dit is niet de eerste keer dat de EBU een geassocieerd lid uitnodigt voor een van haar festivals; de Australische omroep SBS kreeg een uitnodiging om deel te nemen aan het Junior Eurovisiesongfestival 2015, waarna het land tot en met 2019 elk jaar heeft deelgenomen aan het festival.
De eerste inzending van Kazachstan werd het lied Özinge sen, gezongen door de 12-jarige Danelija Toelesjova. Ze eindigde in Minsk op de zesde plaats, met 171 punten. Het jaar erna scoorde Jerzjan Maskim nog beter met zijn nummer Armanyńnan qalma. Hij werd tweede met 227 punten. Ook in 2020 eindigde Kazachstan op de tweede plaats, dankzij Karakat Basjanova en diens Forever. In 2021 werd Kazachstan achtste. In 2022 behaalden ze de vijftiende plaats, waarmee ze voor het eerst buiten de top 10 eindigden. Op 6 juni 2023 maakte de Kazachse omroep bekend dat ze niet zouden deelnemen aan de 21ste editie van het festival, dat op 26 november 2023 gehouden zal worden in Nice, Frankrijk.

## Kazachse deelname
| Jaar | Artiest                           | Lied             | Plaats | Punten | Taal              |
| ---- | --------------------------------- | ---------------- | ------ | ------ | ----------------- |
| 2018 | Danelija Toelesjova               | Özinge sen       | 6      | 171    | Kazachs en Engels |
| 2019 | Jerzjan Maksim                    | Armanyńnan qalma | 2      | 227    | Kazachs en Engels |
| 2020 | Karakat Basjanova                 | Forever          | 2      | 152    | Kazachs en Engels |
| 2021 | Älinūr Hamzin & Beknūr Jänıbekūly | Ertegi älemi     | 8      | 121    | Kazachs en Frans  |
| 2022 | David Charlin                     | Jer-ana          | 15     | 47     | Kazachs en Engels |

| Kleur | Betekenis      |
| ----- | -------------- |
|       | Eerste plaats  |
|       | Tweede plaats  |
|       | Derde plaats   |
|       | Laatste plaats |
|       | Gastland       |

## Gegeven en gekregen punten
| Plaats | Land      | Punten |
| ------ | --------- | ------ |
| 1      | Georgië   | 30     |
| 2      | Frankrijk | 25     |
| 3      | Polen     | 24     |
| 4      | Armenië   | 23     |
| 4      | Oekraïne  | 23     |
| 4      | Rusland   | 23     |

| Plaats | Land        | Punten |
| ------ | ----------- | ------ |
| 1      | Rusland     | 39     |
| 2      | Georgië     | 31     |
| 3      | Malta       | 30     |
| 4      | Servië      | 29     |
| 5      | Oekraïne    | 28     |
| 5      | Wit-Rusland | 28     |

## Twaalf punten
(Een vetgedrukte editie betekent dat het land die editie won.)
| Aantal | Land            | Edities  |
| ------ | --------------- | -------- |
| 1      | Armenië         | 2022 (J) |
| 1      | Noord-Macedonië | 2018 (J) |
| 1      | Polen           | 2019 (J) |
| 1      | Rusland         | 2021 (J) |
| 1      | Wit-Rusland     | 2020 (J) |

| Aantal | Land        | Edities            |
| ------ | ----------- | ------------------ |
| 2      | Georgië     | 2019 (J), 2020 (J) |
| 2      | Rusland     | 2020 (J), 2021 (J) |
| 1      | Nederland   | 2019 (J)           |
| 1      | Oekraïne    | 2019 (J)           |
| 1      | Polen       | 2019 (J)           |
| 1      | Servië      | 2019 (J)           |
| 1      | Wales       | 2019 (J)           |
| 1      | Wit-Rusland | 2019 (J)           |

2018 · 2019 · 2020 · 2021 · 2022 · 2023-2024